# Marie Dubois
Marie Dubois (født Claudine Lucie Pauline Huzé den 12. januar 1937 i Paris, død 15 oktober 2014 i Lescar i Pyrénées-Atlantiques) var en af fransk films store skuespillere, der både medvirkede i såvel seriøse som mere populære film.
Efter at hun i slutningen af 1970'erne fik konstateret multipel sklerose, optrådte hun kun sjældent på film. Siden 2001 var hun engageret i kampen mod denne sygdom.

## Biografi
Claudine Huzé fulgte dramakurser på teaterskolen i Rue Blanche, hvor hun lærte om både moderne og klassisk komedie. Efter hun forlod skolen, spillede hun med i flere forskellige teaterstykker, før hun blev kendt i tv-serierne La caméra explore le temps og Les Cinq Dernières Minutes. François Truffaut bemærkede hendes talent og engagerede hende til filmen Skyd på pianisten. Det var også Truffaut, der gav hende kunstnernavnet Marie Dubois (en hyldest til en heltinde i en roman fra 1952 af forfatteren og digteren Jacques Audiberti). Det var under optagelserne til denne film, at hun som bare 23-årig fik de første symptomer på Multipel sklerose, symptomer, som hun dog valgte at ignorere, for at forfølge en karriere inden for film i Nouvelle vague.
Hun spillede med i filmene En kvinde er en kvinde af Jean-Luc Godard, Jules og Jim af François Truffaut og Kærlighedskarusellen af Roger Vadim. Parallelt hermed indspillede hun populære film af Georges Lautner, Henri Verneuil og Édouard Molinaro. I 1964 spillede hun Jean Gabins kæreste i filmen L'Âge ingrat, sammen med Fernandel. Hendes karriere tog for alvor fart, efter at hun spillede Juliette i Undskyld vi flygter af Gérard Oury fra 1966, hvor hendes blonde hår og blå øjne fascinerede Bourvil. I 1965, spillede hun netop sammen med Bourvil og Lino Ventura i filmen Les Grandes Gueules. Hun over for Jean-Paul Belmondo i Tyven fra Paris af Louis Malle og med Michel Simon i en af hans sidste film Pokker til bedstefar.
I filmen Friske fyre i skæppeskønne skrammelkasser fra 1969 spiller hun en feminist sammen med Mireille Darc over for Tony Curtis, Jack Hawkins, Peter Cook, Bourvil og Terry Thomas. I 1972, modtog hun prisen for bedste skuespiller af Académie Nationale du Cinéma for sin rolle som Alice i filmen Les Arpenteurs.
Sine ligemænds anerkendelse fik hun i 1977 som modtager af Césarprisen for bedste kvindelige birolle for sin præstation i filmen Truslen, af Alain Corneau, i rollen som en jaloux kvinde. Efter indspilningen af filmen brød hendes sclerose ud på ny, 20 år efter de første symptomer, og hun optrådte herefter kun i mindre roller i mindre film.
Fra 2001 engagerede hun sig helhjertet i kampen mod multipel sklerose og at fortalte om sygdommen i en film af Alain Corneau. Den 3. november 2007 mistede hun sin mand, skuespilleren Serge Rousseau, som var blevet gift med i 1961, og med hvem hun havde datteren Dominique.
Marie Dubois døde den 15. oktober 2014 på et alderdomshjem i Lescar, tæt den sydvestfranske by Pau.

## Filmografi
Marie Dubois' roller i film der er vist i Danmark:
| År   | Titel                                     | Rolle                 |
| ---- | ----------------------------------------- | --------------------- |
| 1980 | Min onkel fra Amerika                     | Thérèse Ragueneau     |
| 1977 | Truslen                                   | Dominique Montlaur    |
| 1976 | Den uskyldige                             | Prinsessen            |
| 1974 | Som brødre...                             | Lucie, François' kone |
| 1973 | Spionkrigen                               | Suzanne Walter        |
| 1969 | Friske fyre i skæppeskønne skrammelkasser | Pascale               |
| 1968 | Stuntman, professionel vovehals           | Yvette                |
| 1968 | Pokker til bedstefar\|\|Marie             |                       |
| 1967 | Tyven fra Paris                           | Geneviève Delpiels    |
| 1966 | Undskyld vi flygter                       | Juliette              |
| 1964 | Mata Hari - Agent H.21                    | Marie                 |
| 1964 | Weekend ved Dunkirk                       | Hélène                |
| 1964 | Kærlighedskarusellen                      | Den unge pige         |
| 1964 | Erotisk safari                            | Sophie                |
| 1962 | Jules og Jim                              | Thérèse               |
| 1961 | En kvinde er en kvinde                    | Angelas veninde       |
| 1960 | Skyd på pianisten                         | Léna                  |

| Forrige modtager: Marie-France Pisier i Barocco | César for bedste kvindelige birolle i La Menace (1978) | Næste modtager: Stéphane Audran i Violette Nozière |

## Autobiografi
- Dubois, Marie (2002). J'ai pas menti, j'ai pas tout dit (fransk). Paris: Plon. ISBN 2-259-19727-2.